# Angraecum
Angraecum ist eine Pflanzengattung in der Familie der Orchideen (Orchidaceae). Die etwa 225 Arten wachsen meist epiphytisch im tropischen Afrika, auf Madagaskar und auf weiteren Inseln im Indischen Ozean. Gelegentlich werden sie als Zierpflanzen kultiviert, sie bringen überwiegend weiß gefärbte Blüten hervor.

## Beschreibung

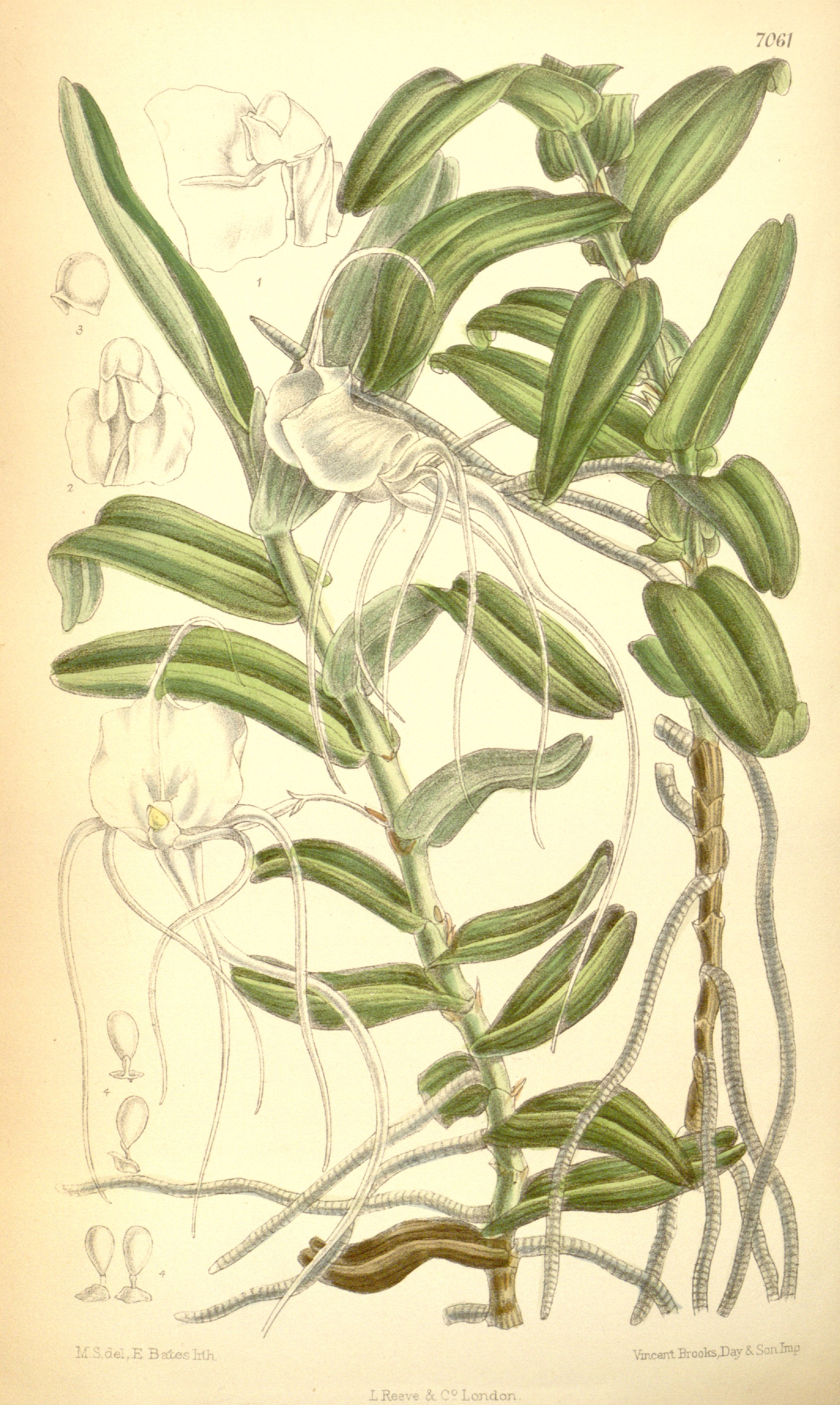
Illustration von Angraecum germinyanum

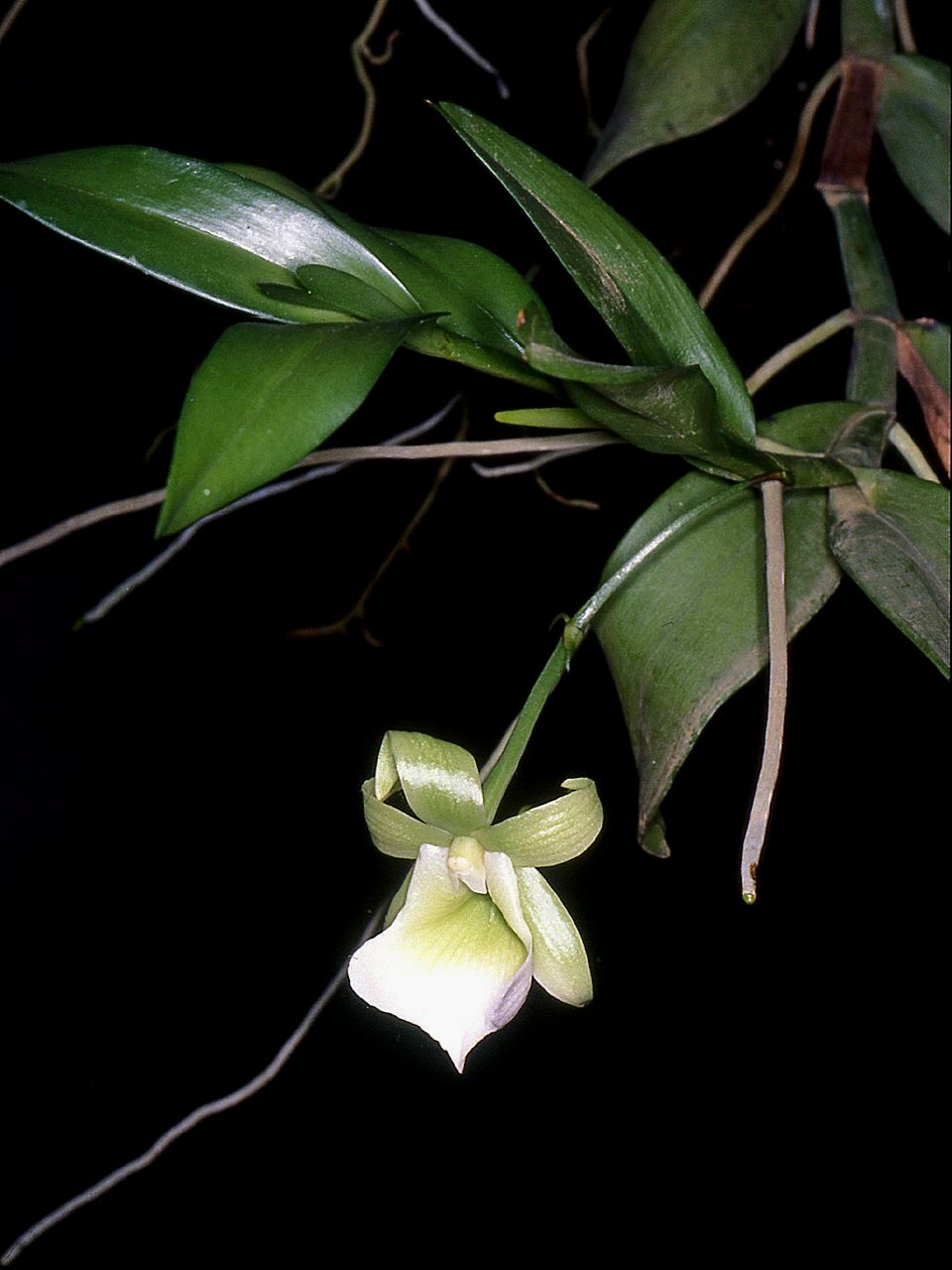
Angraecum birrimense

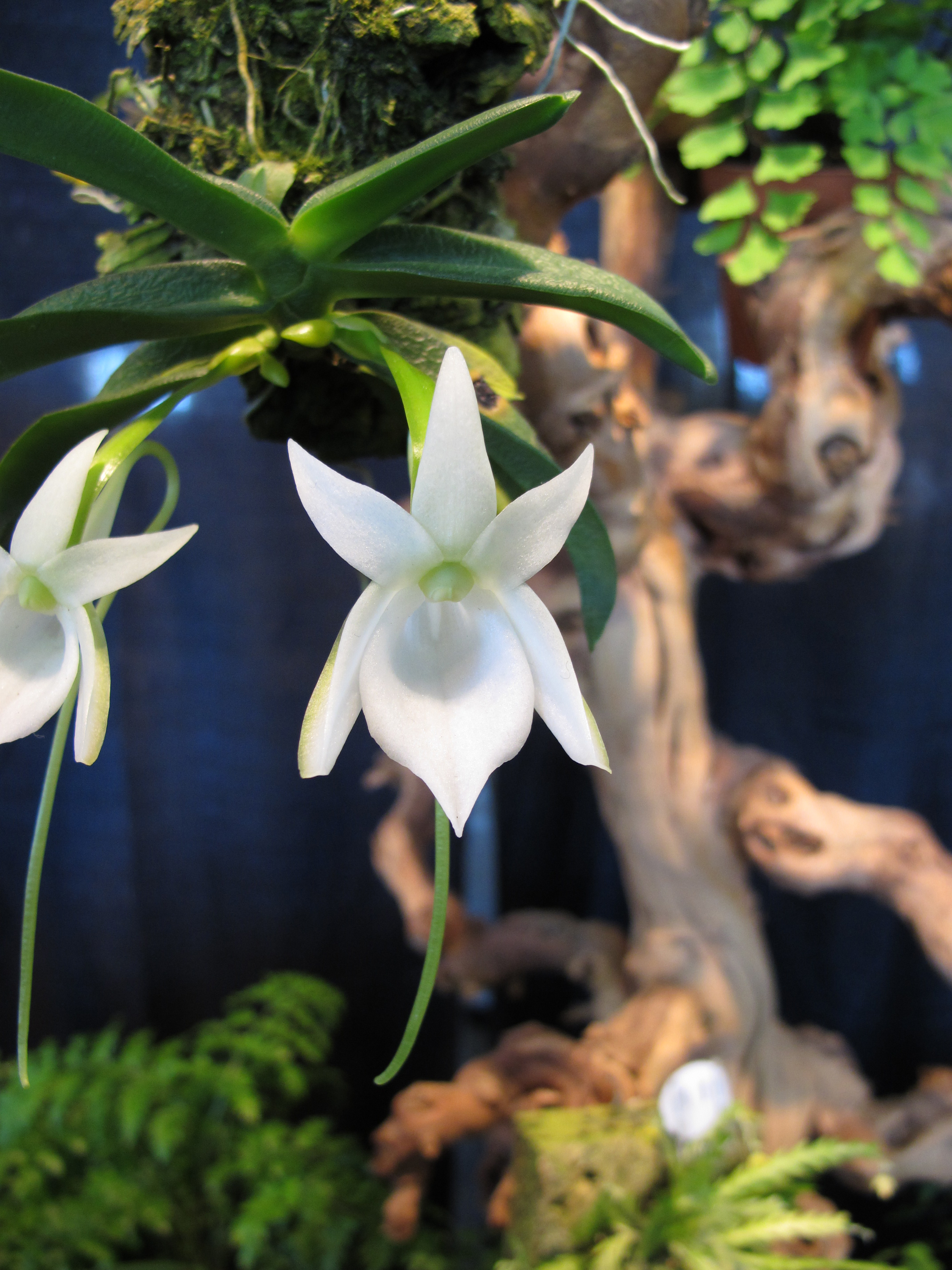
Angraecum compactum

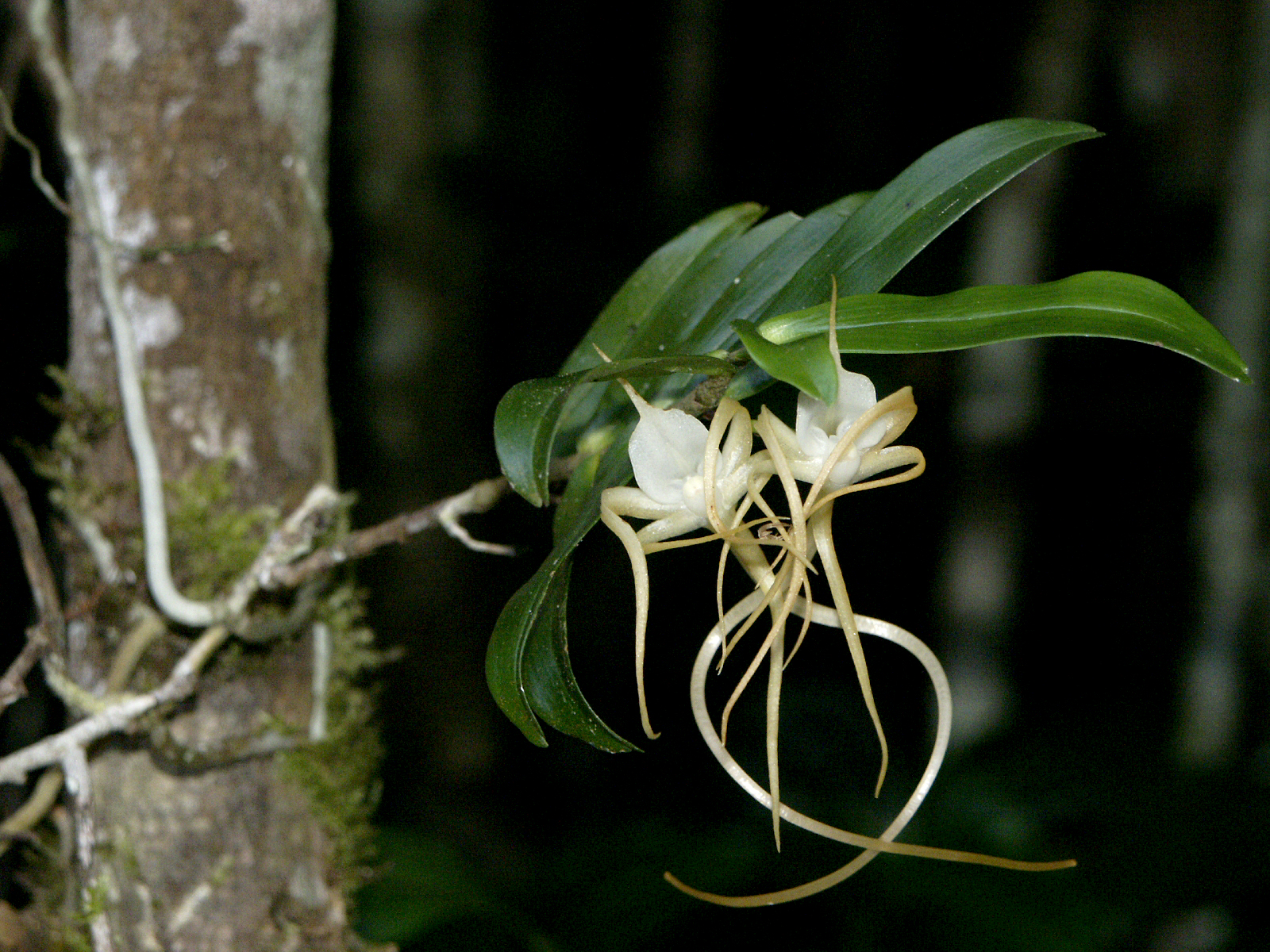
Angraecum conchoglossum

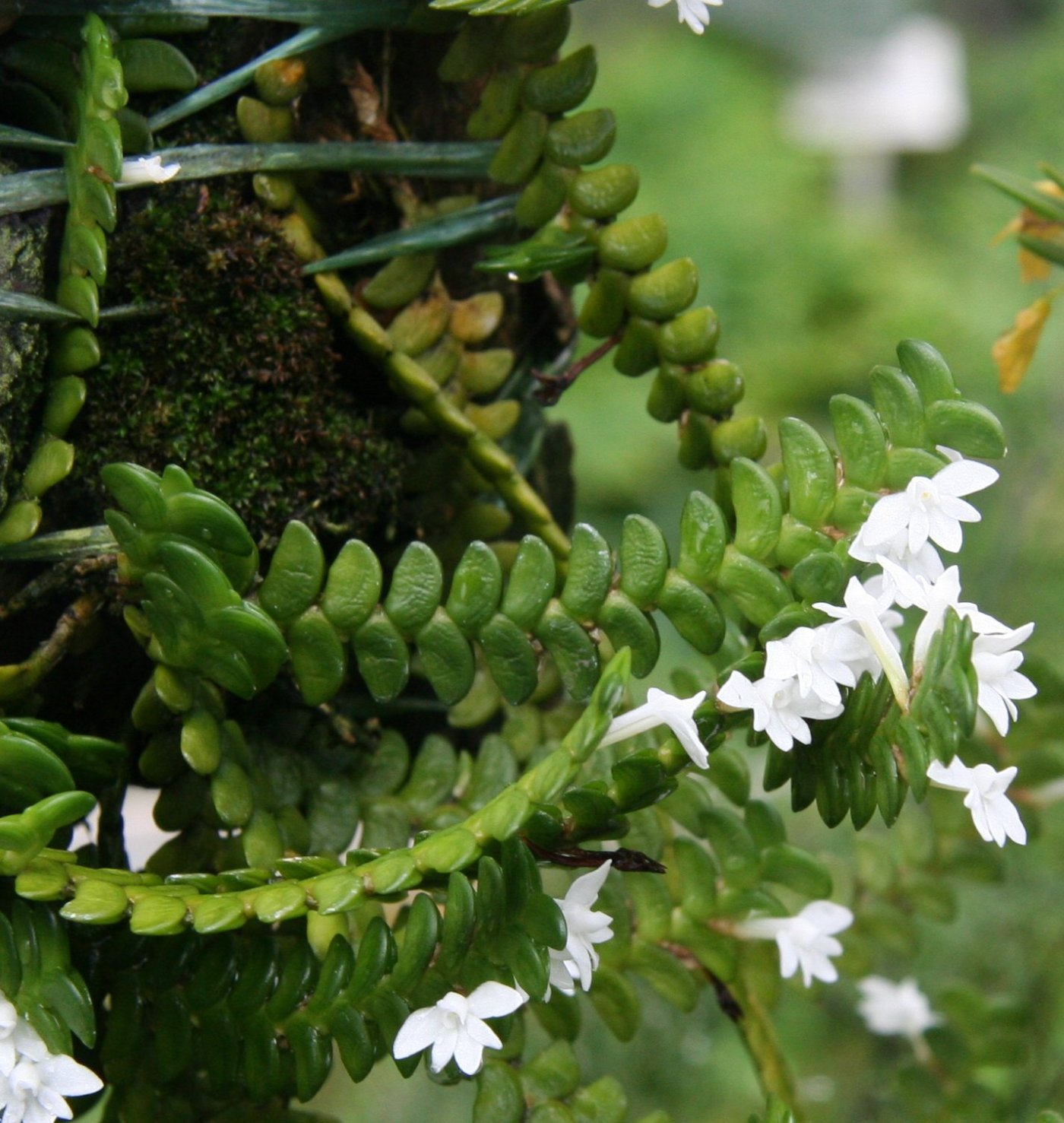
Angraecum distichum

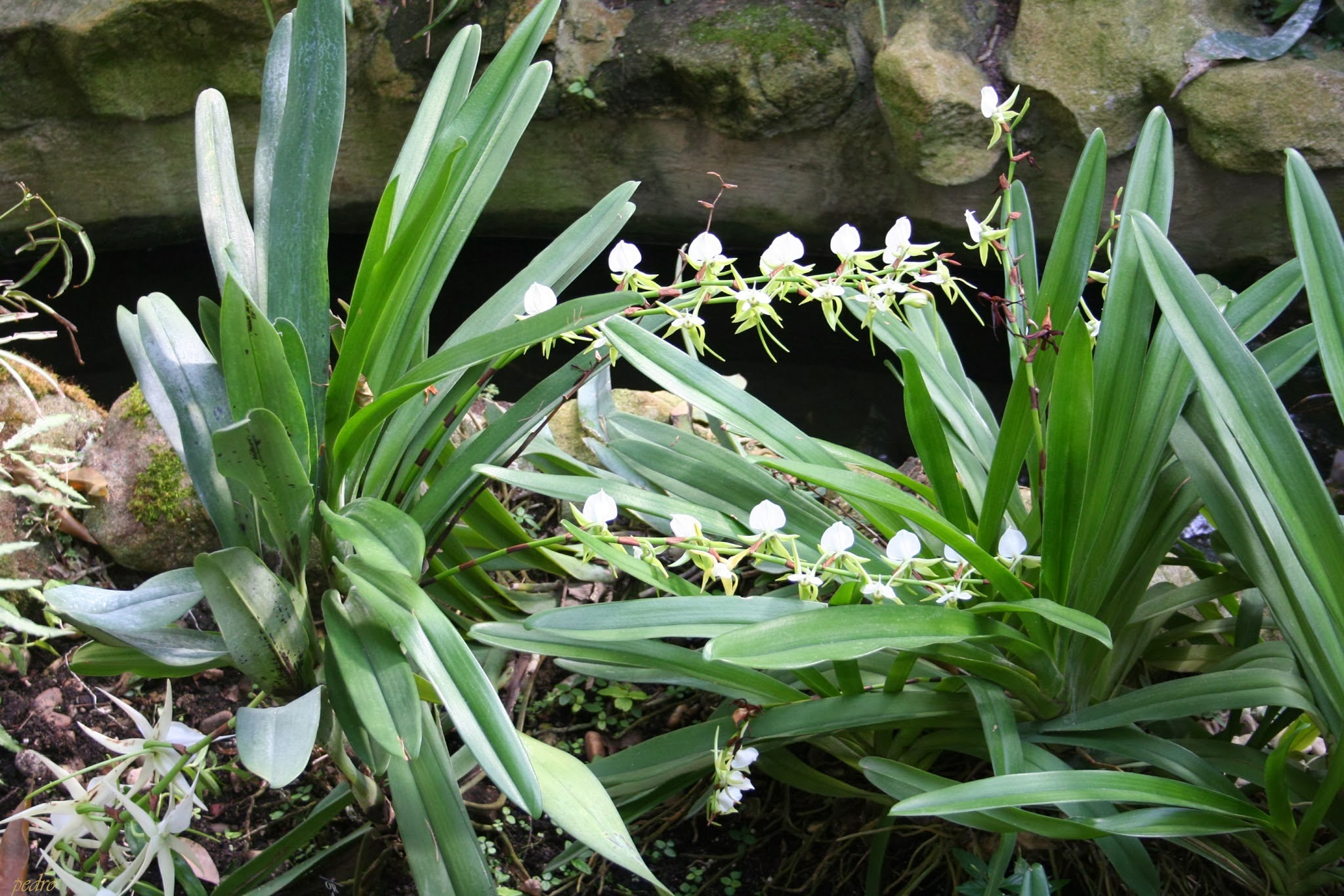
Angraecum eburneum

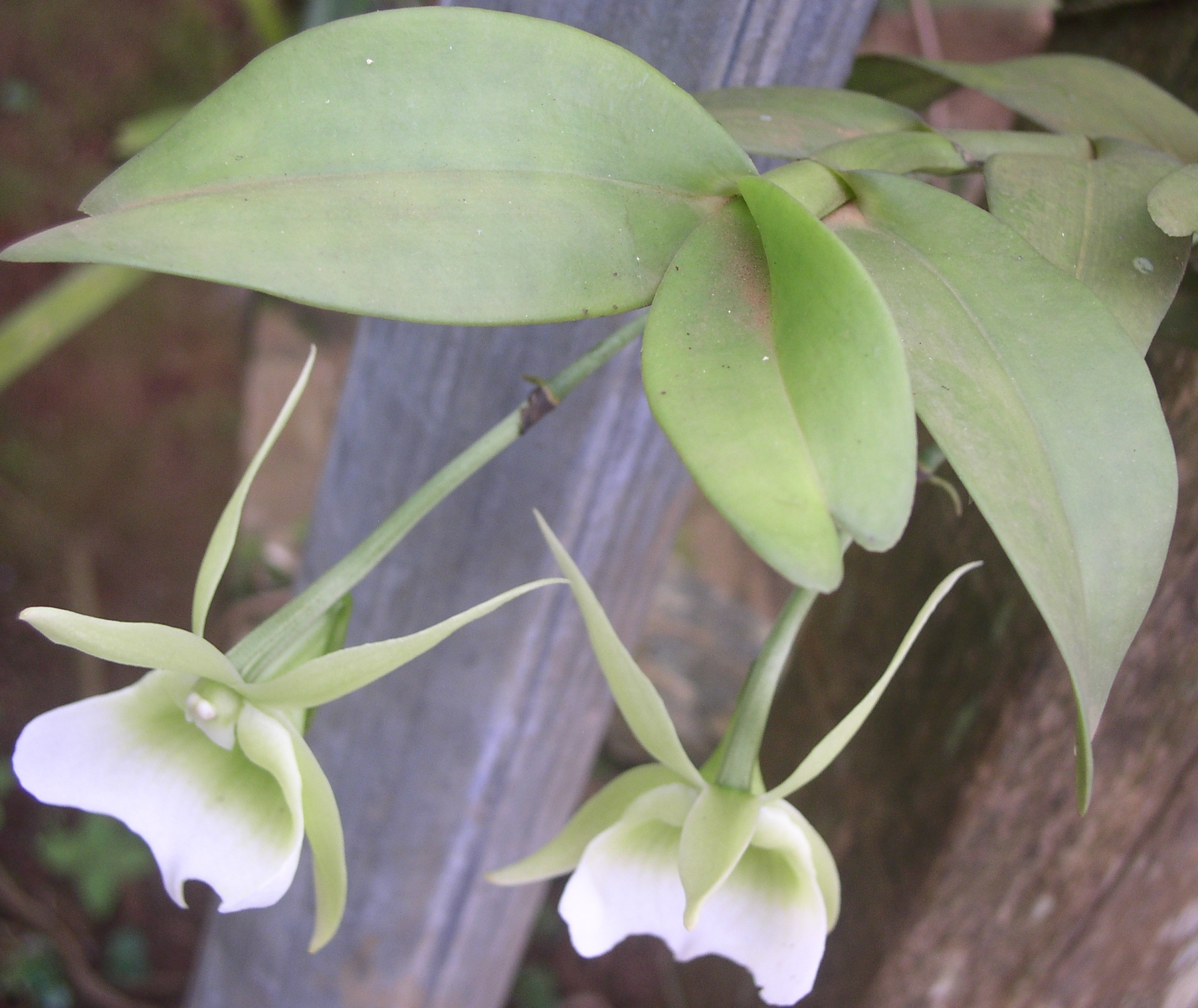
Angraecum eichlerianum

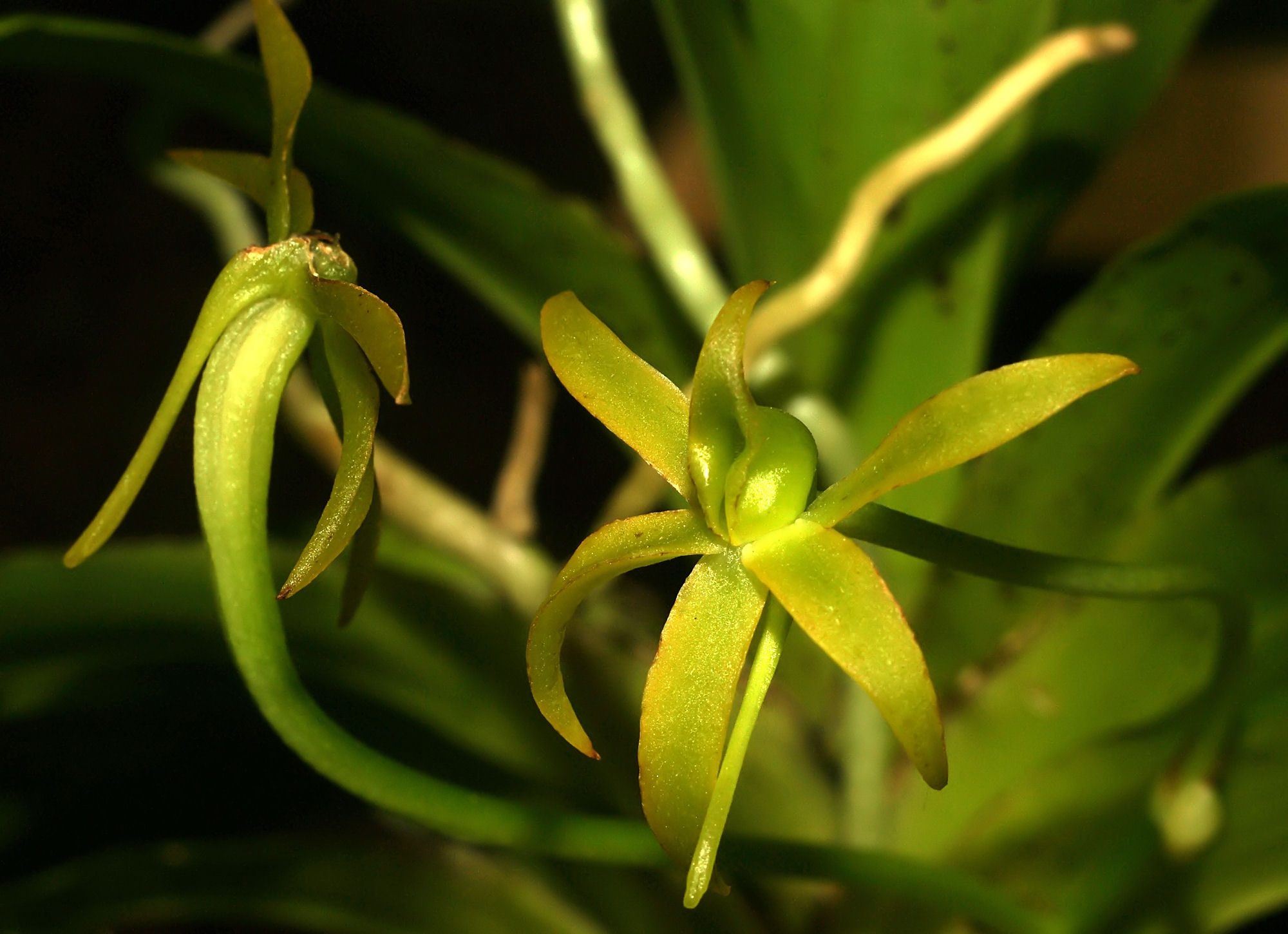
Angraecum ferkoanum

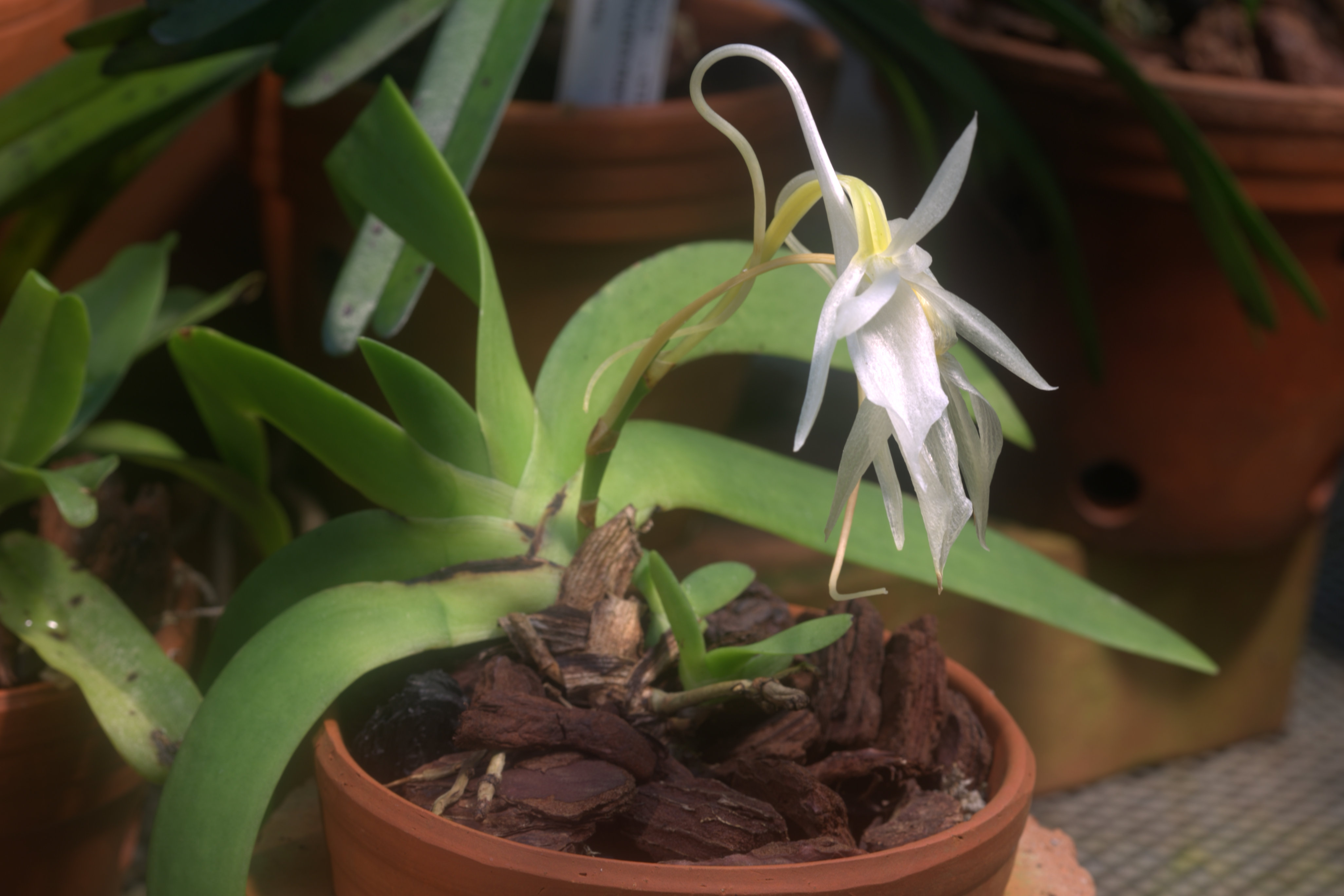
Angraecum leonis

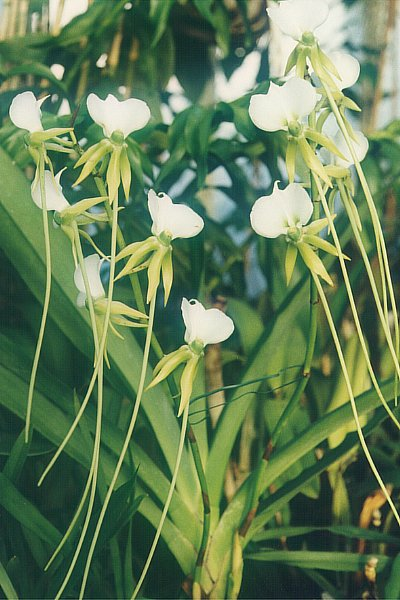
Angraecum longicalcar

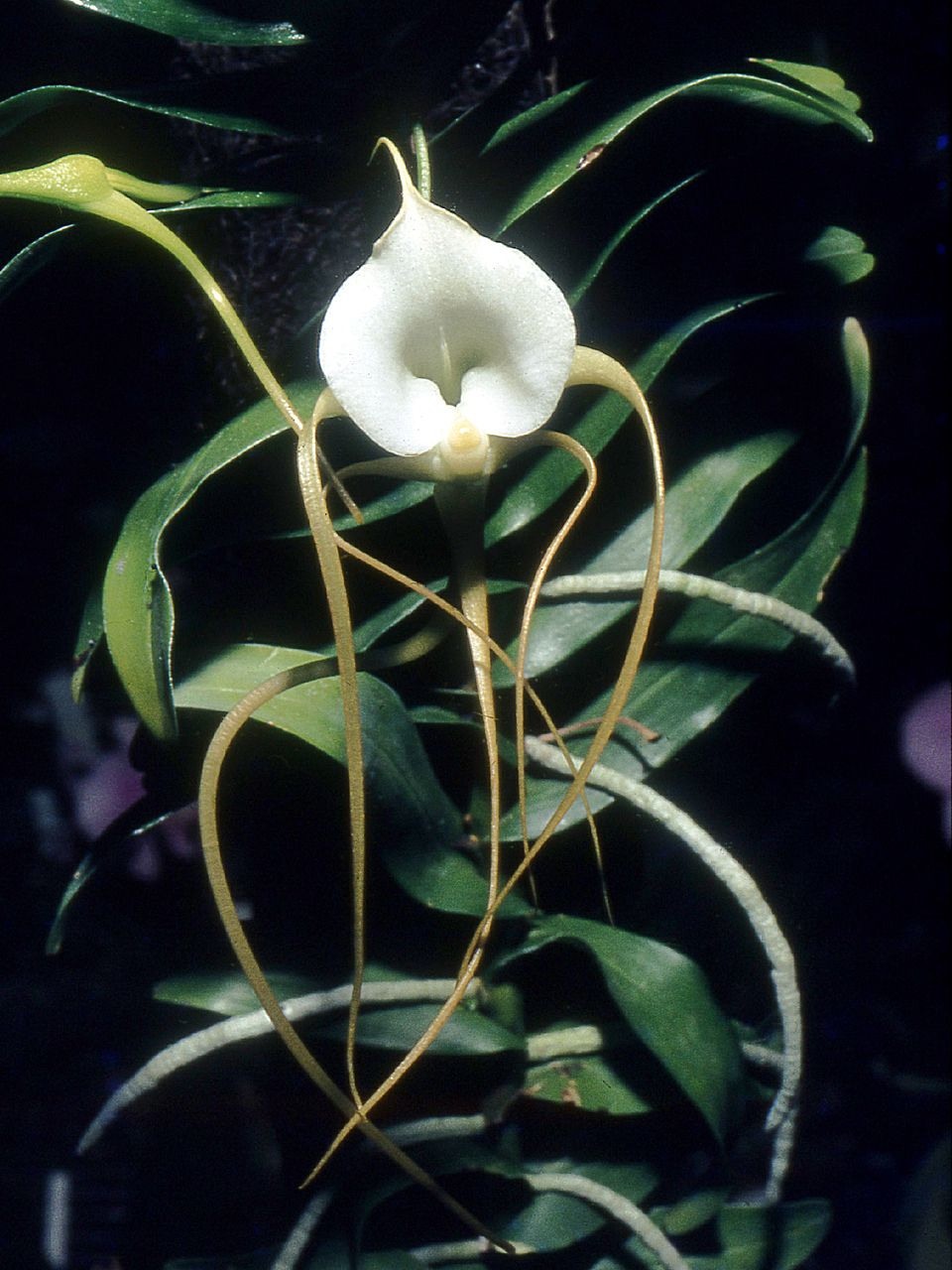
Angraecum ramosum

### Vegetative Merkmale
Die Angraecum-Arten besitzen eine monopodial wachsende, selten verzweigte Sprossachse. Diese kann gestaucht sein oder längere Internodien bilden, aufrecht oder herabhängend wachsen. Im unteren Bereich finden sich lange, von Velamen umhüllte Luftwurzeln. Die Blätter sitzen zweizeilig am Spross und sind von diesem durch ein Trenngewebe abgesetzt. Der Blattgrund umfasst den Spross so, dass dieser vollständig von den Blattbasen verhüllt wird. Sie entfalten sich conduplikat, die Mittelrippe tritt deutlich hervor. Die Form der Blätter ist oft lanzettlich mit ledriger Textur. Bei einigen Arten sind die Blätter sukkulent und im Querschnitt rund oder v-förmig. Die Blattspitze ist eingezogen, so dass zwei ungleiche Lappen entstehen.

### Generative Merkmale
Die Blüten stehen einzeln oder zu mehreren in traubigen oder wenig verzweigten Blütenständen. Ein einzelnes Pflanzenexemplar kann gleichzeitig mehrere Blütenstände hervorbringen.
Die vorherrschende Blütenfarbe ist weiß, cremefarben, gelblich und grün, häufig duften die Blüten. Es gibt Arten mit resupinierten Blüten (durch Drehung des Fruchtknotens), bei anderen steht die Lippe oben. Die Blütenhüllblätter sind nicht miteinander verwachsen, weit ausgebreitet bis zurückgeschlagen, bis auf die Lippe sind sie einander ähnlich geformt. Die ungelappte (selten undeutlich dreilappige) Lippe bildet an ihrer Basis einen Sporn. Er ist mit Nektar gefüllt und kann die restliche Blüte an Länge übertreffen. An der Basis sind die Seiten der Lippe hochgeschlagen und umfassen die Säule. Diese trägt auf der Unterseite die etwas eingesenkte Narbe und am Ende das Staubblatt. Seitlich des Staubblatts bildet die Säule zwei Lappen (Klinandrium), in deren Mitte das kurze Trenngewebe zwischen Narbe und Staubblatt (Rostellum) sitzt. Die beiden Pollinien sind über Stielchen mit einer gemeinsamen oder zwei separaten Klebscheiben (Viscidium) verbunden.
Die Chromosomenzahlen betragen für verschiedene Arten 2n = 38, 40, 42, 46, 48 oder 50.

## Ökologie
Auf Réunion wurde beobachtet, dass die Blüten der auf Réunion und Mauritius endemischen Art Angraecum cadetii durch eine zum Zeitpunkt der Beobachtung noch nicht benannte Art der Gryllacrididae bestäubt werden; dies war der erste Nachweis einer Bestäubung durch Vertreter der Springschrecken.

## Systematik und Verbreitung
Die Gattung Angraecum wurde 1804 von Jean Baptiste Bory de Saint-Vincent aufgestellt. Er bildete den Namen Angraecum von dem malaiischen Wort „angrek“, welches in Südostasien verschiedene Orchideen bezeichnet. Die von Bory zuerst beschrieben Art ist Angraecum eburneum. Die bisher größte molekulare Phylogenie nach Netz und Renner 2017 umfasst 62 der 144 Angraecum-Arten, die auf angrenzenden Inseln von Madagaskar vorkommen.
Die Gattung Angraecum zählt zur Tribus Vandeae, nach dieser Gattung wurde die Subtribus Angraecinae benannt. Angraecum ist nicht monophyletisch und enthält zahlreiche nicht besonders nah verwandte Gruppen. Garay stellte 1973 eine Unterteilung der Gattung in Sektionen vor, die häufig genutzt wird.
Die Arten der Gattung Angraecum sind im tropischen bis südlichen Afrika, in Madagaskar (144 Arten), auf den Komoren, Réunion, Mauritius, den Seychellen sowie Sri Lanka verbreitet.
Es gibt etwa 221 oder etwa 225 Angraecum-Arten.
Hier eine Auswahl:
- Angraecum acutipetalum Schltr.
- Angraecum amplexicaule Toill.-Gen. & Bosser
- Angraecum angustipetalum Rendle
- Angraecum appendiculatum Frapp. ex Cordem.
- Angraecum astroarche Ridl.
- Angraecum baiderae Pailler
- Angraecum bancoense Burg
- Angraecum birrimense Rolfe
- Angraecum biteaui M.Simo & Stévart
- Angraecum borbonicum Bosser
- Angraecum brevicornu Summerh.
- Angraecum cadetii Bosser
- Angraecum calceolus Thouars
- Angraecum caulescens Thouars
- Angraecum chimanimaniense G.Will.
- Angraecum compactum Schltr.
- Angraecum conchiferum Lindl.
- Angraecum conchoglossum Schltr.
- Angraecum costatum Frapp. ex Cordem.
- Angraecum crassum Thouars
- Angraecum cucullatum Thouars
- Angraecum didieri (Baill. ex Finet) Schltr.
- Angraecum distichum Lindl.
- Angraecum eburneum Bory
- Angraecum eichlerianum Kraenzl.
- Angraecum elephantinum Schltr.
- Angraecum erectum Summerh.
- Angraecum expansum Thouars
- Angraecum ferkoanum Schltr.
- Angraecum filicornu Thouars
- Angraecum germinyanum Hook.f.
- Angraecum gracile Thouars
- Angraecum implicatum Thouars
- Angraecum inapertum Thouars
- Angraecum infundibulare Lindl.
- Angraecum leonis (Rchb.f.) André
- Angraecum linearifolium Garay
- Angraecum longicalcar (Bosser) Senghas
- Angraecum madagascariense (Finet) Schltr.
- Angraecum magdalenae Schltr. & H.Perrier
- Angraecum mauritianum (Poir.) Frapp.
- Angraecum meirax (Rchb.f.) H.Perrier
- Angraecum mofakoko De Wild.
- Angraecum multiflorum Thouars
- Angraecum obesum H.Perrier
- Angraecum oeonioides Bosser
- Angraecum palmiforme Thouars
- Angraecum pectinatum Thouars
- Angraecum peyrotii Bosser
- Angraecum popowii Braem
- Angraecum ramosum Thouars
- Angraecum reygaertii De Wild.
- Angraecum rhynchoglossum Schltr.
- Angraecum sacciferum Lindl.
- Angraecum salazianum (Cordem.) Schltr.
- Angraecum sanfordii P.J.Cribb & B.J.Pollard
- Angraecum sesquipedale Thouars
- Angraecum sororium  Schltr.
- Angraecum spectabile Summerh.
- Angraecum stella-africae P.J.Cribb
- Angraecum striatum Thouars
- Angraecum triangulifolium Senghas
- Angraecum undulatum (Cordem.) Schltr.
- Angraecum viguieri Schltr.
- Angraecum viride Kraenzl.
- Angraecum xylopus Rchb.f.
- Angraecum zeylanicum Lindl.

## Intergenerische Hybriden
Folgende intergenerische Hybriden mit Angraecum werden bei der Royal Horticultural Society gelistet
- ×Angrangis (Angraecum × Aerangis)
- ×Angranthes (Angraecum × Aeranthes)
- ×Angraecyrtanthes (Angraecum ×  Aeranthes × Cyrtorchis)
- ×Angranthellea (Angraecum × Aeranthes × Jumellea)
- ×Angraecentrum (Angraecum × Ascocentrum)
- ×Ceratograecum (Angraecum × Ceratocentron)
- ×Angraeorchis (Angraecum × Cyrtorchis)
- ×Eurygraecum (Angraecum × Eurychone)
- ×Neograecum (Angraecum × Neofinetia)
- ×Angreoniella (Angraecum × Oeniella)
- ×Plectrelgraecum (Angraecum × Plectrelminthus)
- ×Angraecostylis (Angraecum × Rhynchostylis)
- ×Sobennigraecum (Angraecum × Sobennikoffia)
- ×Tubaecum (Angraecum × Tuberolabium)

## Bilder

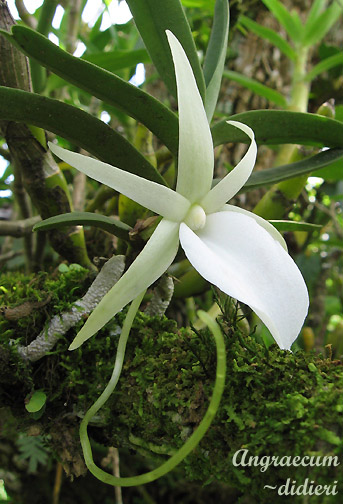
Angraecum didieri
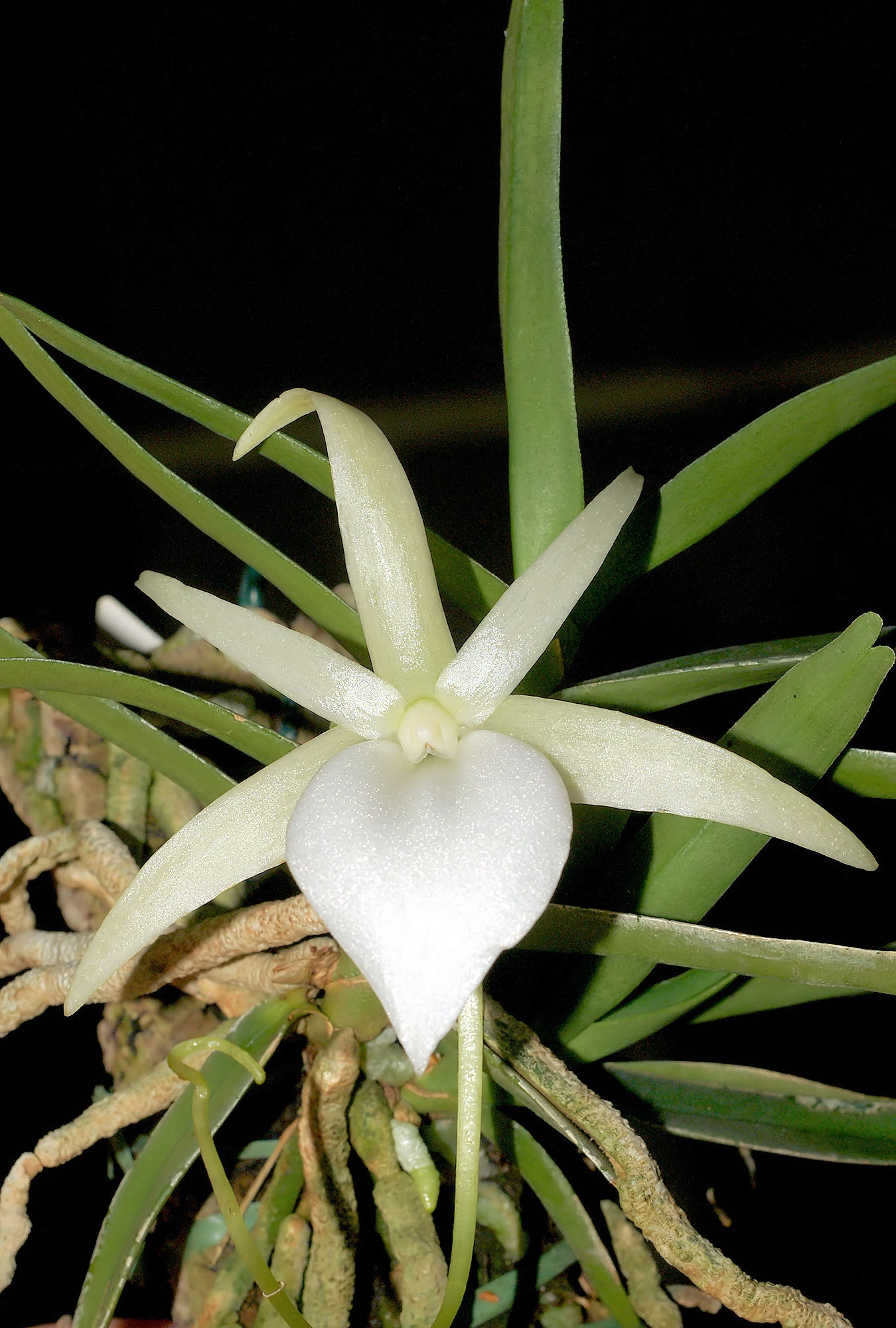
Angraecum elephantinum
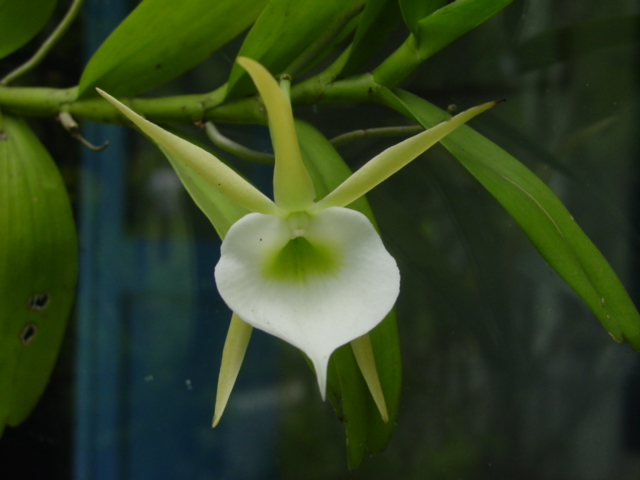
Angraecum infundibulare
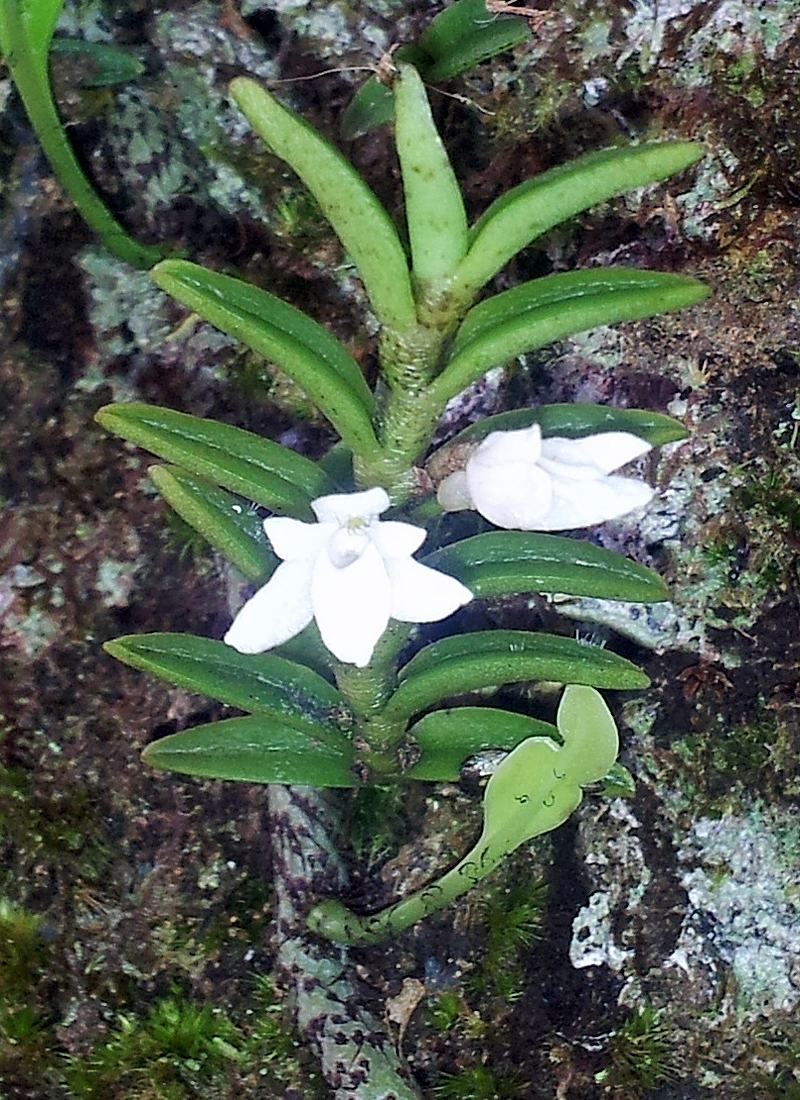
Angraecum pectinatum
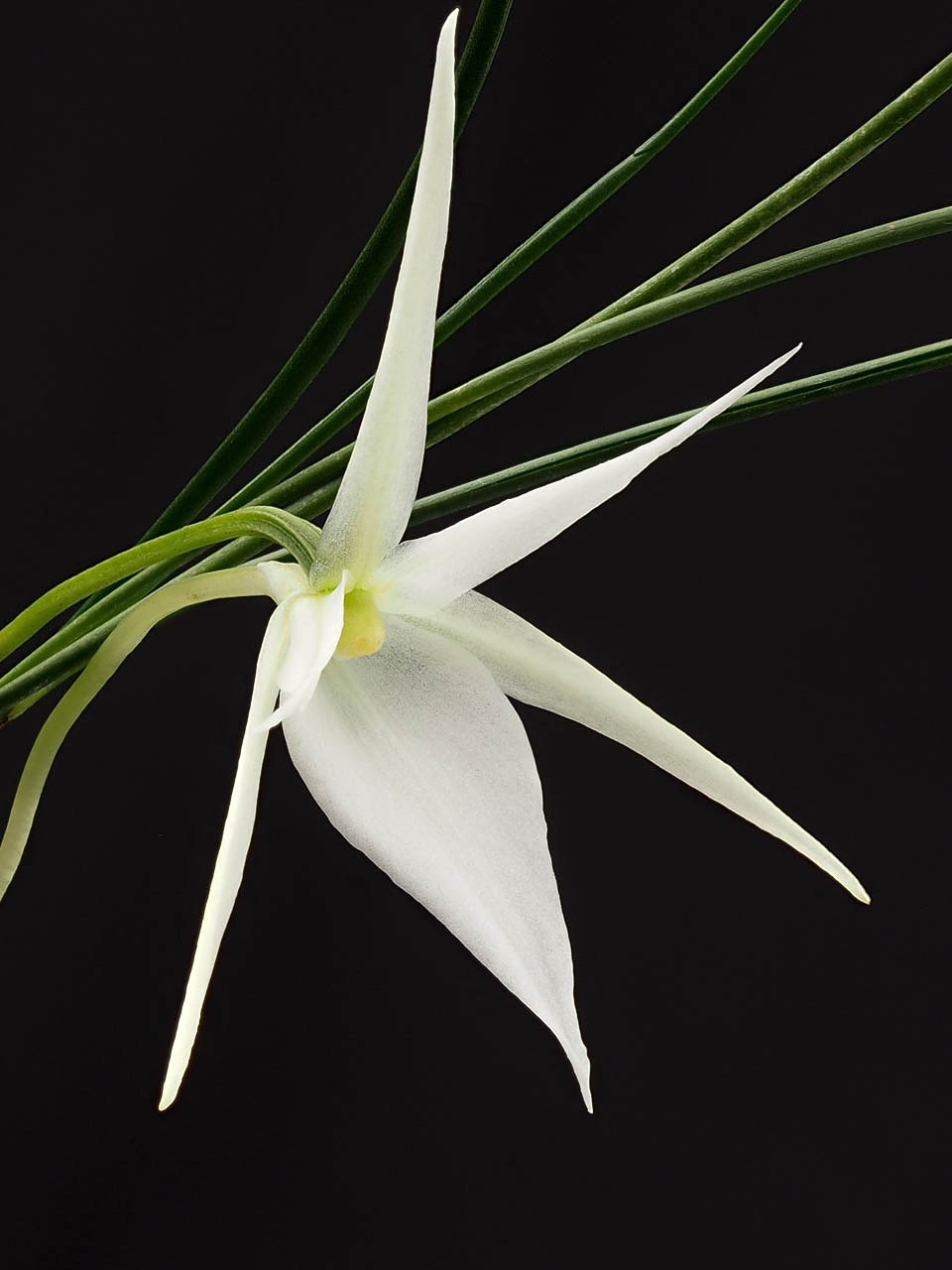
Angraecum popowii